# Michael Weihe
Michael Weihe (* 26. März 1961 in Halle (Saale); † 27. Juni 2012 in Leipzig) war ein deutscher Bildhauer.
Aufgewachsen in Brehna, wo sein Vater eine Steinmetzwerkstatt betrieb, erlernte er zunächst auch das Steinmetzhandwerk, studierte dann an der Burg Giebichenstein Kunsthochschule Halle bei Bernd Göbel Bildhauerkunst und beendete das Studium mit dem Diplom. Danach arbeitete er als frei schaffender Künstler in Brehna. Er schuf zahlreiche Plastiken, Denkmäler und Brunnen vielfach im öffentlichen Raum.
Er ist der Bruder des Bildhauers Christoph Weihe.
1992 erhielt er den Gustav-Weidanz-Preis für Plastik.

## Werke (Auswahl)

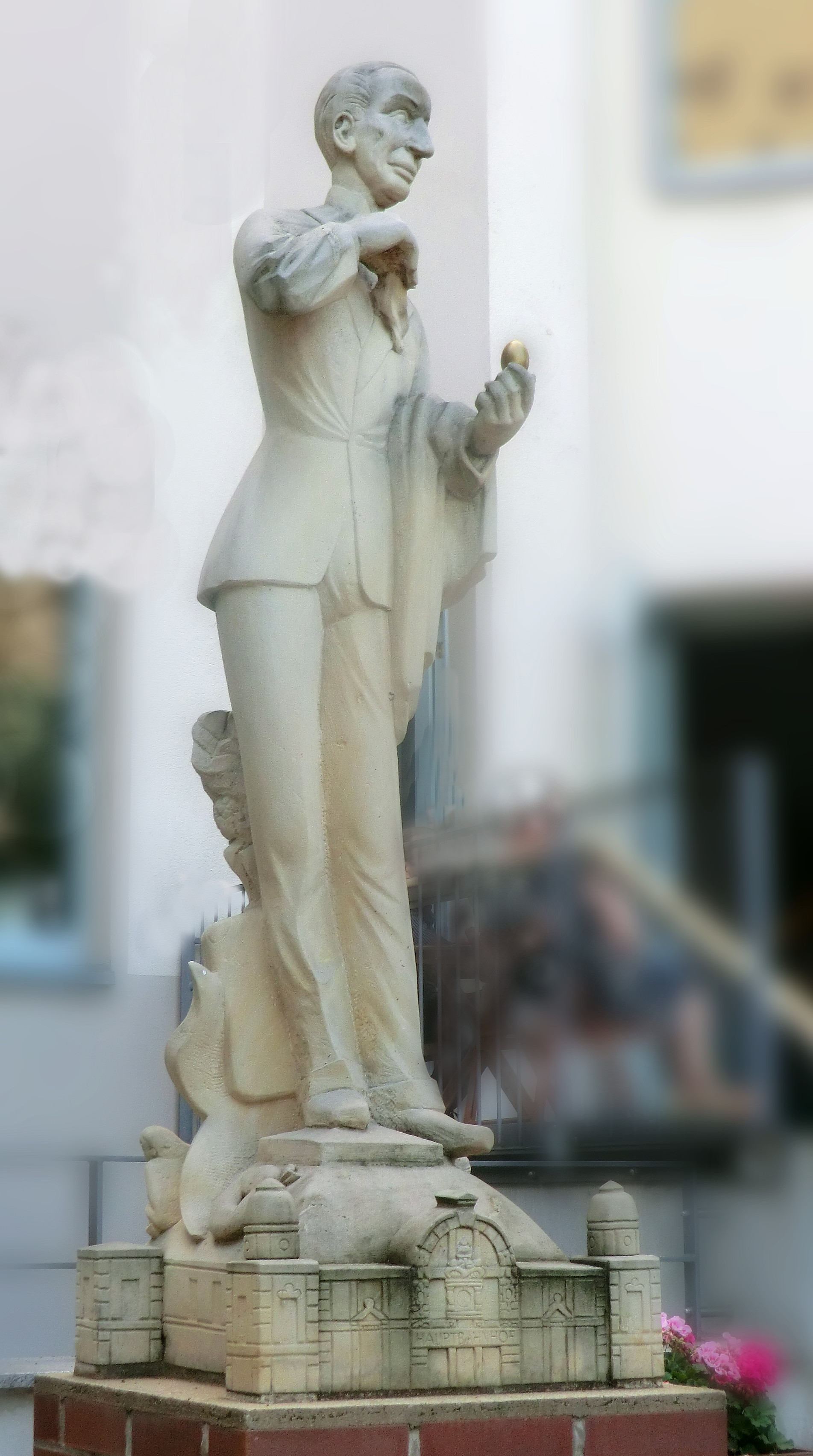
Curt-Goetz-Denkmal in Halle

- Segnender Engel in Wittenberg
- Curt-Goetz-Denkmal in Halle[3]
- Eilenburger Marktbrunnen[4]
- Wasserspielplatz Halle-Silberhöhe[5]